# Лорен-Дітріх
Lorraine-Dietrich (вимовляється як Лорен-Дітріх) – французька компанія, яка спеціалізувалась з випуску автомобілів і авіаційних двигунів з 1896 до 1935 року. Була створена на базі виробника залізничних локомотивів Société Lorraine des Anciens Etablissements de Dietrich and Cie (відомого як De Dietrich et Cie ( «Дітріх і Ко.» ), заснованої в 1884 році Жаном де Дітріх), після того як він почав займатись виробництвом автомобілів. Франко-прусська війна розділила виробничі потужності, один завод залишивсь у Нідербронн-ле-Бен в Ельзасі, а інші заводи у Люневілі в Лотарингії.

## Історія
У 1896 році директор заводу в Люневілі, барон Адріен Фердінанд де Туркхейм (Adrien Ferdinand de Turckheim), купив права на дизайнерські розробки Amédée Bollée. До цих розробок входили передній горизонтальний здвоєний двигун з ковзаючими (слайдовими) передачами і ремінним приводом, відкидний верх, три ацетиленових фари, і лобове листове скло, що було дуже незвично для того періоду. Ще деякий час компанія використовувала двигуни від Bolée, але виготовленням всього автомобілю De Dietrich, як наслідок займались самостійно.
У 1898 році De Dietrich дебютував на міжнародному змаганні Париж-Амстердам з автомобілем Torpilleur (Торпедо), який мав чотирициліндровий двигун і незалежну підвіску спереду. Автомобіль був пошкоджений в дорозі, але все ж зайняв третє місце. Результат був істотним, більше одного мільйона золотих франків. Але у 1899 torpilleur був менш успішним, незважаючи на підвісне шасі, задньонавісний чотирициліндровий моноблок, зі здвоєним карбюратором. Погана підготовка команди не дала закінчити перегони Тур де Франс.
Стиль дизайнерських розробок Bolée був витіснений бельгійською компанією Voiturette Vivinus в Нідербронн-ле-Бен (фр. Niederbronn-les-Bains) і марсельською компанією Turcat-Méry в Люневілі, які в 1901 допомогли вийти з важкого фінансового становища.
У 1902 році De Dietrich найняв 21-річного Етторе Бугатті, який розробив автомобілі, які займали призові місця в 1899 і 1901, і двигун з верхнім розташуванням клапанів на 24 к.с. (18 кВт) з чотирма циліндрами і чотирма передачами швидкостей, який прийшов на зміну Vivinus. Він також створив свою 30/35 у 1903 році, перед тим як перейшов до Матіс (Mathis) в 1904 році.
У тому ж році керівництво в Нідербро́нні покинуло виробництва автомобілів, внаслідок чого воно повністю перейшло до Люневілю, разом з тим, з ринком Ельзасу продається компанія Turcat-Méry продукція якої виходила під знаком де Дітріх. Щоб не випускати свою продукцію з тим же знаком, керівництво Люневілю поставило хрест Лотарингії на решітку, щоб відрізняти їх. Але крім знаку автомобілі мало чим відрізнялись аж до 1911 року. Тим не менш, Lorraine-Dietrich була престижною маркою, на рівні з Кросслі та Итала[що?], вони навіть намагалась зайняти свою позицію в класі "супер-люкс" пустивши на  ринок у 1905 і 1908 малосерійні шестиколісні лімузини де вояж (limousines de voyage) вартістю ₤ 4000 (20000 доларів США). 
Так як Napiers і Mercedes, репутація Lorraine-Dietrich була частково побудована на гонці, яка кажуть "відрізняйся, або змирись", включаючи Чарльз Джаротта (Charles Jarrott), який зайняв третє місце у 1903 на ралі Париж-Мадрид і 1-2-3 місця у 1906 році на ралі Circuit des Ardennes, на чолі з Артуром Дюре.
У 1907 році De Dietrich викупили Isotta-Fraschini, які виготовляли двигуни OHC (Overhead cam) конструкції Isotta-Fraschini, у тому числі двигун на 10 к.с. (7,5 кВт), який, як стверджують був розроблений Bugatti. У тому ж році, Lorraine-Dietrich підпорядковує Ariel Mors Limited у Бірмінгемі, з єдиною британською моделлю двигуна, потужністю 20 л.с. (15 кВт), виставленою на Olympia Motor Show у 1908 році, запропонованої для відкритого шасі кабріолетів Salmson і Mulliner. (британське відділення не мало успіху, існувало близько року)
На 1908 рік, De Dietrich пропонує лінію класу «touring» з ланцюговим приводом на 18/28 к.с., 28/38 к.с., 40/45 к.с., а 60/80 л.с., за ціною від ₤ 550 до ₤ 960 і 70/80 к.с. і шість по ₤ 1040. Британська версія відрізнялася наявністю карданного валу. У тому ж році імена автомобільних і авіаційних двигунів було змінено на Lorraine-Dietrich.
До 1914 року всі de Dietrich були з приводом від карданного валу, і пронумеровані 12/16, 18/20, 20/30 класу «touring» і спортивних з чотирма циліндрами 40/75 (зразку Mercer або Stutz), всі були зібрані в Аржантеї (Argenteuil), Сена-і-Уаза (Seine-et-Oise) (який став штаб-квартирою компанії у післявоєнний період).